# Iglesia de San Giorgio en Kemonia
La iglesia de San Giorgio en Kemonia, hoy también conocida como iglesia de San Giuseppe Cafasso, iglesia del centro histórico de Palermo, en el distrito de Palazzo Reale o Albergaria en Via dei Benedettini.  

## Historia

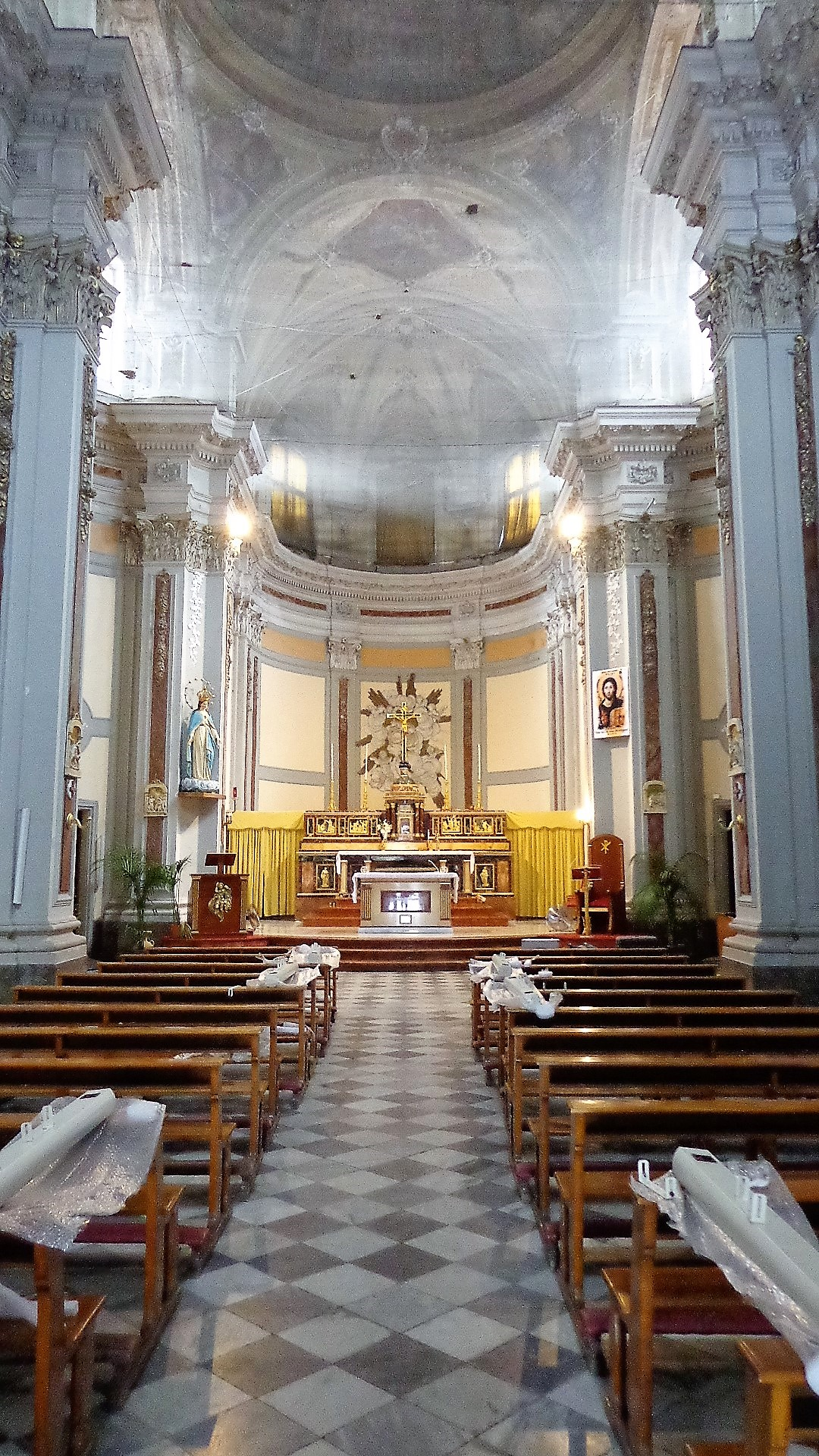
Nave.

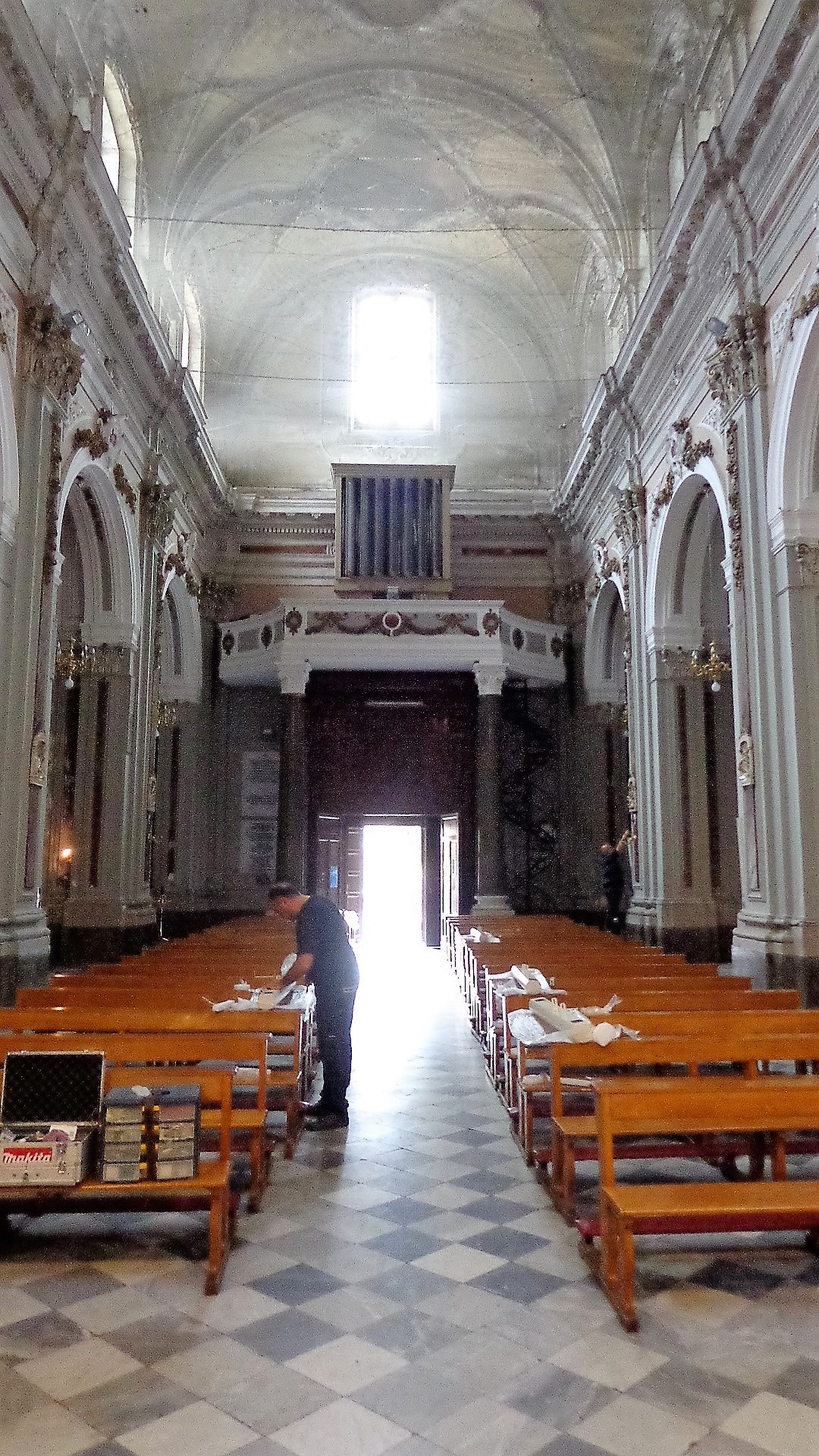
Contrafachada.

### Era árabe-bizantino
- Siglo IV, La tradición oral y las investigaciones arqueológicas sitúan la construcción del primitivo lugar de culto en la época de las persecuciones cristianas en época imperial.
- 600, primera documentación escrita extraída de la correspondencia entre el Papa Gregorio I y el abad del monasterio adyacente de Sant'Ermete.
- ?, Destrucción del edificio por los árabes y probable conversión de la zona en lugar de culto islámico.[1]

### Era normanda-suaba
- 1072 y ss. , Reconstrucción del templo realizada por los Altavilla y encomendada a los monjes basilianos de rito griego. La versión más conciliadora atribuye la reconstrucción a Roberto Guiscardo y la restauración a su sobrino Roger II de Sicilia.
- 1140, con privilegio de Roger II se unió a la Capilla Palatina y al recinto abierto se utilizó como cementerio para los miembros de la corte.
- En 1208, la iglesia fue consagrada por el Papa Inocencio III, reinando Federico II de Suabia.[2]

### Era aragonesa-española
- En 1307, Federico III de Aragón se encargó de la decadencia del fervor basiliano confiándolo a la orden cisterciense como granja de la abadía de Santa María del Parco de Altofonte.
- 1431, Fundación de la Cofradía de San Giorgio en Kemonia.[2]
- 1676, el abad de la abadía de Altofonte ordena obras de restauración.[2]

### Era borbónica
- 1745, Los padres olivetanos de Santo Spirito inician las obras para la construcción en este lugar del nuevo monasterio benedictino de los Blancos de Monte Oliveto bajo el título de «Santa Maria dello Spasimo in San Giorgio in Kemonia», el nombre deriva del monasterio de Santa María dello Yelp en Kalsa.
- 1765, Inicio de las obras de construcción de la nueva iglesia.
- 1769, Demolición del antiguo lugar de culto. La estatua ecuestre de San Jorge está entronizada en el edificio contiguo a la iglesia del monasterio y la cofradía.[3]

### Era contemporánea
- 1950c., el cardenal Ernesto Ruffini, sensible a la causa de los reclusos de la contigua prisión benedictina, dedicó el templo a San Giuseppe Cafasso, santo patrón de los presos.

## Folleto

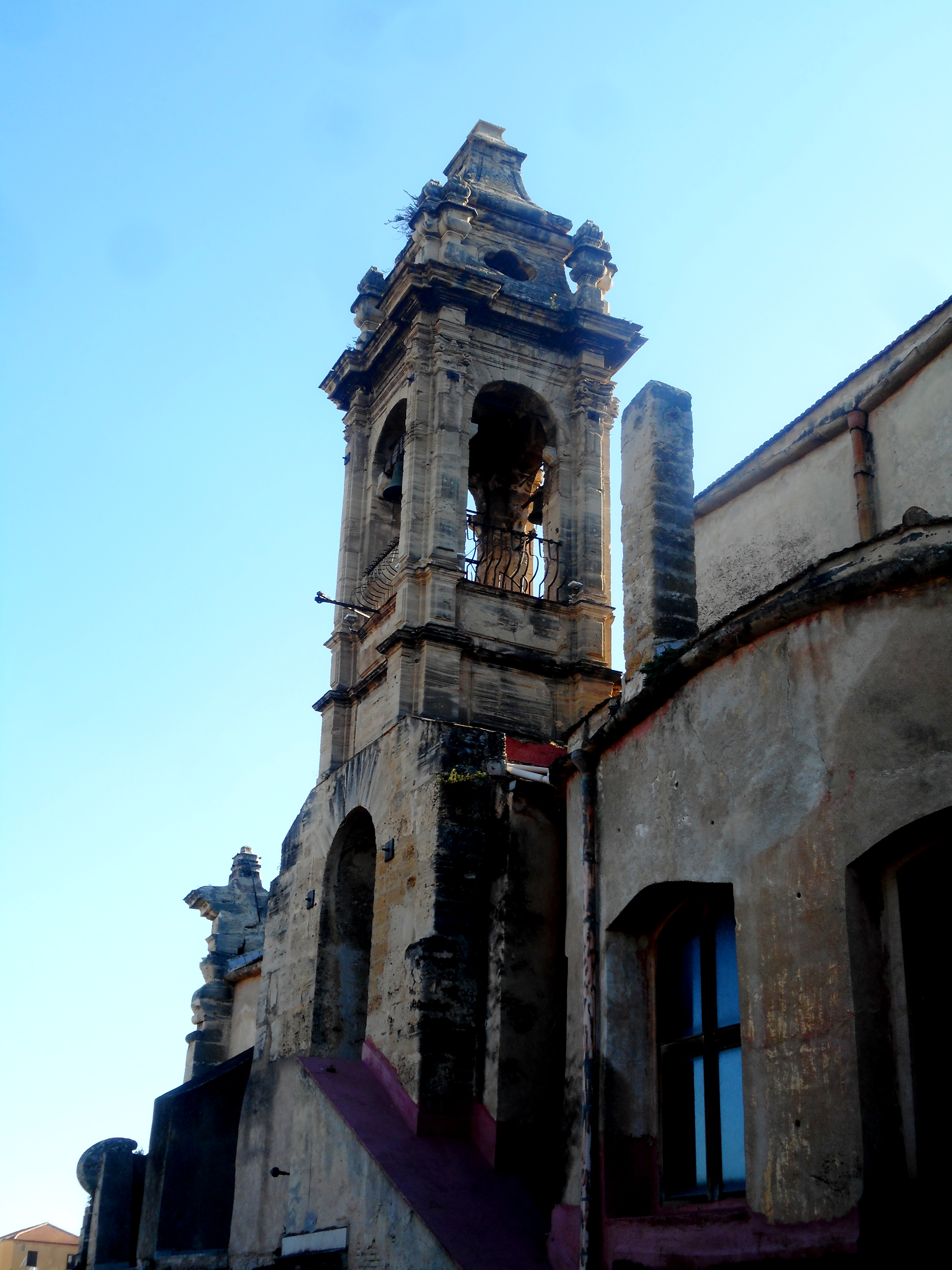

Un corto tramo de escaleras a través de una puerta conduce a la entrada del templo. Se invierte el eje del edificio actual. La fachada del edificio original estaba orientada al oeste, hoy mira al este hacia Via dei Benedettini y está dividida en dos órdenes. Tres pares de pilastras articulan el primer orden, el portal está delimitado por columnas rematadas por un tímpano con arcos superpuestos rotos en perspectiva. La entrada está coronada por un tímpano triangular.
En el segundo orden los pares de pilastras se reducen a dos y delimitan una ventana central, volutas con rizos terminales conectan los dos niveles. La perspectiva está cerrada por un par de volutas con una estela intermedia rematada por una cruz.
En el lado derecho, en posición retrasada, se alza un encantador campanario desde cuya cima se puede disfrutar de una de las vistas más hermosas de la ciudad.

## Interior
Exterior de estilo barroco, interior de estilo neoclásico, decoraciones de estilo rococó formadas por estucos atribuidos a Giovanni Maria Serpotta. 
En la contrafachada, dos columnas a cada lado de la entrada sostienen la sillería del coro con el órgano. Planta de  cruz latina con una sola nave, seis capillas laterales y dos en los hemiciclos del crucero. La bóveda tiene una falsa cúpula pintada en trampantojo. En el techo de la nave hay un fresco del siglo XVIII de Giuseppe Tresca que representa a la Santísima Virgen entregando el escapulario a San Benito.
En 1745-1747 con el posterior traslado de la Congregación Olivetana, de la primitiva Capilla Ansaloni de 1747 de Gagini y del taller de 1528, sólo la custodia y la estatua de Santa María del Riposo encontraron una nueva ubicación. Para este templo se hizo una copia del simulacro mientras que el original y su caja fueron trasladados a la Galería Regional de Sicilia en el Palacio Abatellis . 

### Nave derecha
- Primer tramo: Capilla de la Sagrada Familia.  La cueva creada bajo la cantina alberga la estatua de Santa Rosalía.
- Segunda bahía: Capilla de San Jorge. En el altar se encuentra el cuadro de San Giorgio, obra de Giuseppe Tresca. Debajo de la mesa hay un altar con la representación de Cristo muerto. En la capilla se encuentra apostada la lanzadera del Crucifijo.
- Tercer tramo: Capilla del Santo Crucifijo. Sobre el altar, un crucifijo del siglo XVII colocado sobre un relicario tallado por Giuseppe Marabitti.[4]

### Nave izquierda
- Primer tramo: Capilla de Santa Francesca Romana . El altar alberga el cuadro Santa Francesca Romana ofrece el Niño a la Virgen que representa a Santa Francesca Romana Oblata Olivetana y la Virgen María, obra de Giuseppe Tresca. Pila bautismal.
- Segundo tramo: Capilla de la original Madonna Addolorata Capilla de la Inmaculada Concepción. En el altar mixto de mármol se guarda el simulacro de Nuestra Señora de los Dolores. En la pared derecha se encuentra el cenotafio en memoria de Rosalia Colonna di Ventimiglia. Gaspare Palermo documenta un cuadro que representa a San Bernardo Tolomei de Siena, fundador de la Congregación Olivetana.[4]
- Tercer tramo, Capilla de San Benedetto. En el altar hay una pintura documentada de San Benito que representa al fundador de la Orden Benedictina en el acto de recibir el manto, acompañado de sus discípulos, obra de Giuseppe Velázquez.[4]

### Presbiterio
- Pseudotransepto :
  - Hemiciclo derecho: Capilla dello Spasimo. En la pared hay una copia del Spasimo di Sicilia inspirada en el original de Raffaello Sanzio.
  - Hemiciclo izquierdo: Capilla del Sagrado Corazón.
- Altar mayor:
  - El altar mayor está decorado con bajorrelieves dorados que representan escenas bíblicas. El sagrario es de mármol mixto.

En las paredes laterales del ábside hay dos óvalos con pinturas de Giuseppe Tresca . En la pared del lavabo del ábside se reproduce el  Dei sobre un rayo, apoyado sobre nubes y rodeado de querubines alegres.

## Sacristía
En la sacristía está documentada la tumba del presidente del tribunal real de justicia Carlo Onofrio Buglio, obra de Lorenzo Marabitti.
- Deposición, pintura de Pietro Novelli.
- Virgen María, cuadro colocado en el altar de la sala.

## Monasterio benedictino de los Bianchi de Monte Oliveto
- 1747, Monasterio benedictino de los Blancos de Monte Oliveto bajo el título de «Santa Maria dello Spasimo en San Giorgio in Kemonia».

La magnífica escalera de mármol rojo está diseñada por el sacerdote y arquitecto del Senado palermitano Nicolò Palma, sobrino del dominico Andrea Palma.
El techo de la escalera está adornado con el hermoso fresco del siglo XVIII Triunfo de la Orden que representa a los benedictinos blancos entre huestes de ángeles que ascienden al cielo, donde son recibidos por Jesús y María.

## prisión benedictina
La antigua prisión benedictina se encuentra frente a la iglesia de San Giorgio, cerrada desde hace treinta años y hoy en día en avanzado estado de decadencia.
En el portal de entrada una placa de mármol dice "CASA DE EDUCACIÓN Y EDUCACIÓN DIRIGIDA POR LAS HERMANAS DEL BUEN PASTOR".

## Cementerio
Al igual que la iglesia adyacente de San Giovanni degli Eremiti, el recinto descubierto del lugar sagrado en la época normanda sirvió como cementerio para los miembros de la corte del Palacio Real.

## Mezquita
Al igual que la iglesia adyacente de San Giovanni degli Eremiti, el edificio construido en la época árabe se había convertido en mezquita.

## Galería de imágenes

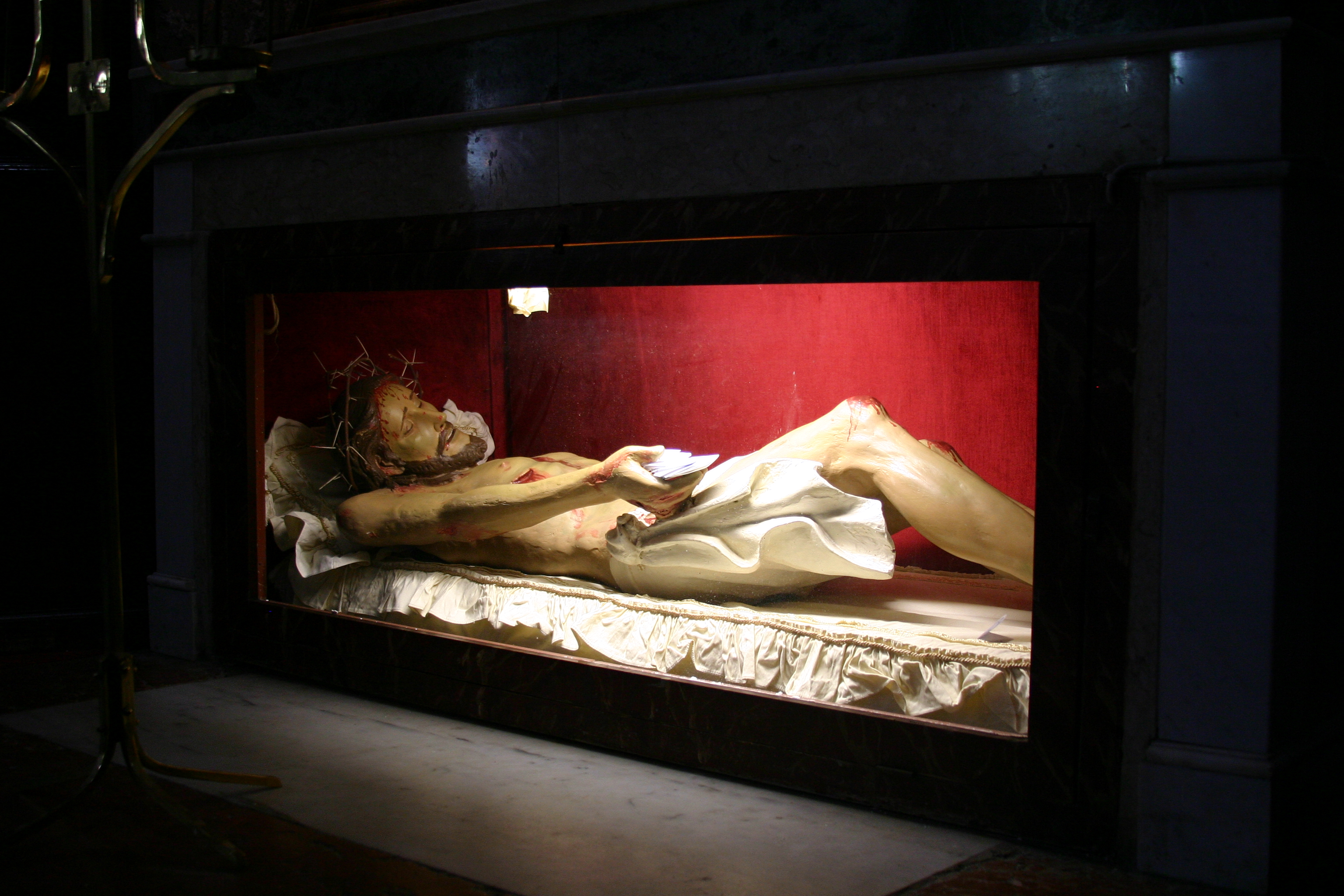
Cristo muerto .
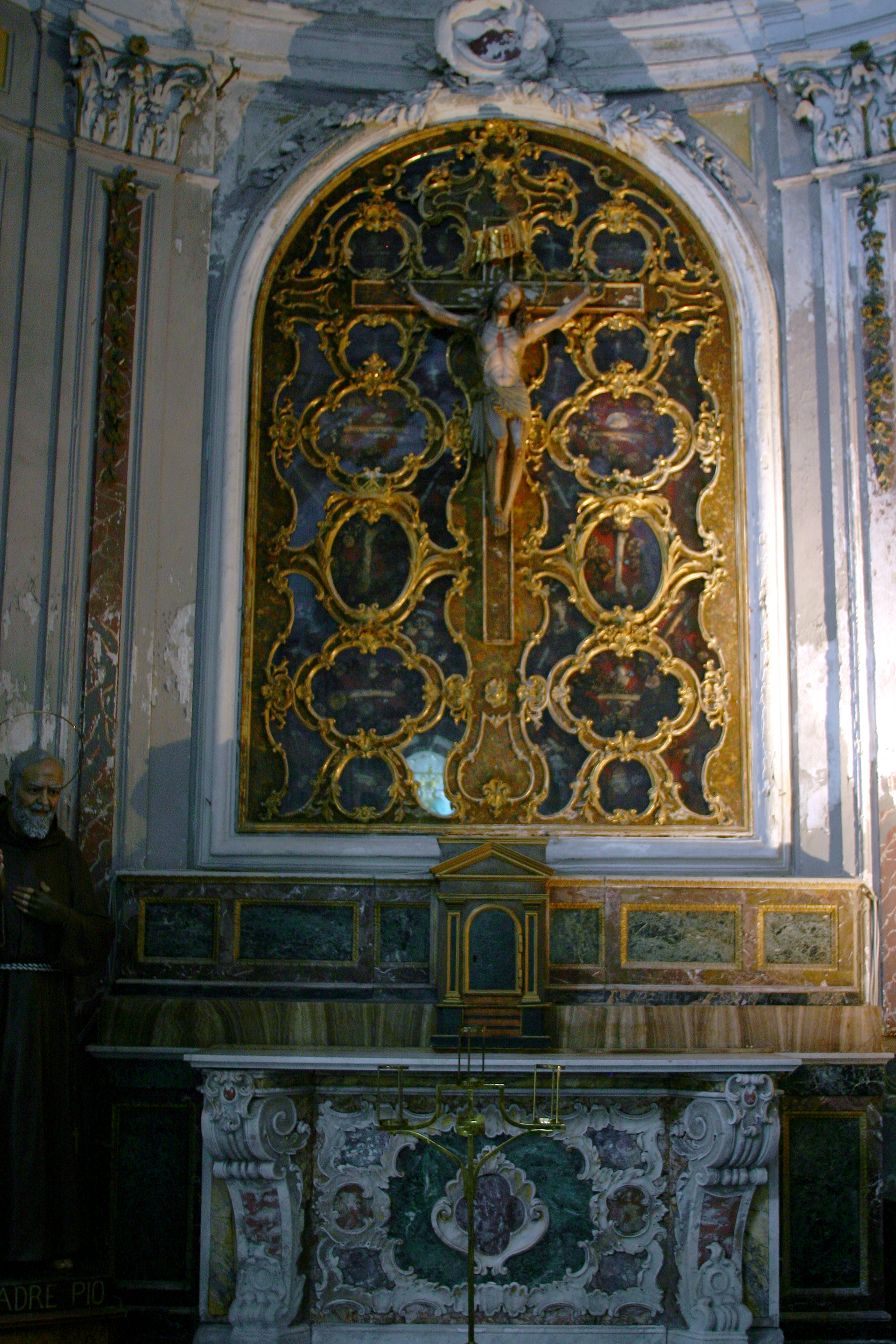
Capilla del Santo Crucifijo .
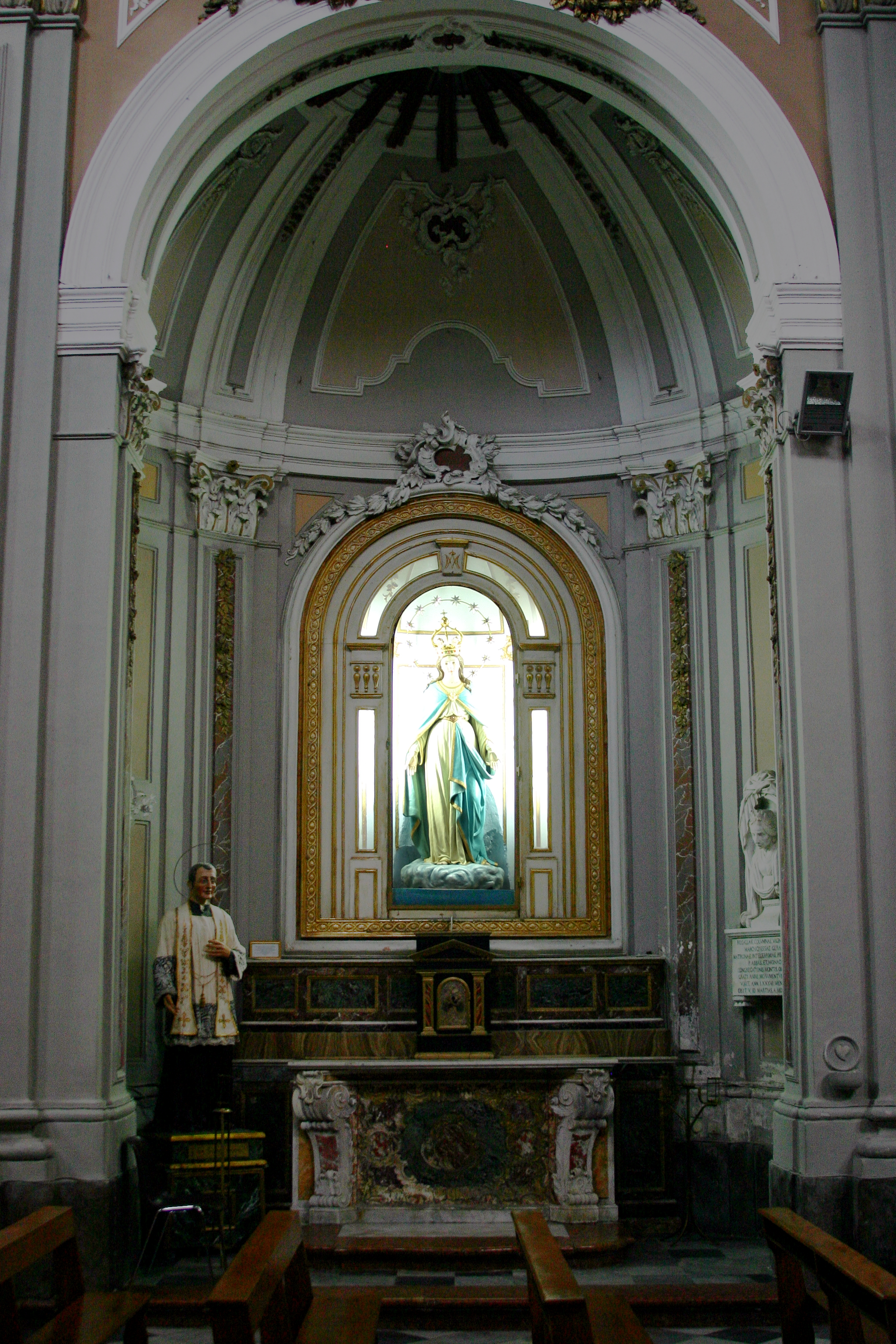
Capilla de la Inmaculada Concepción .
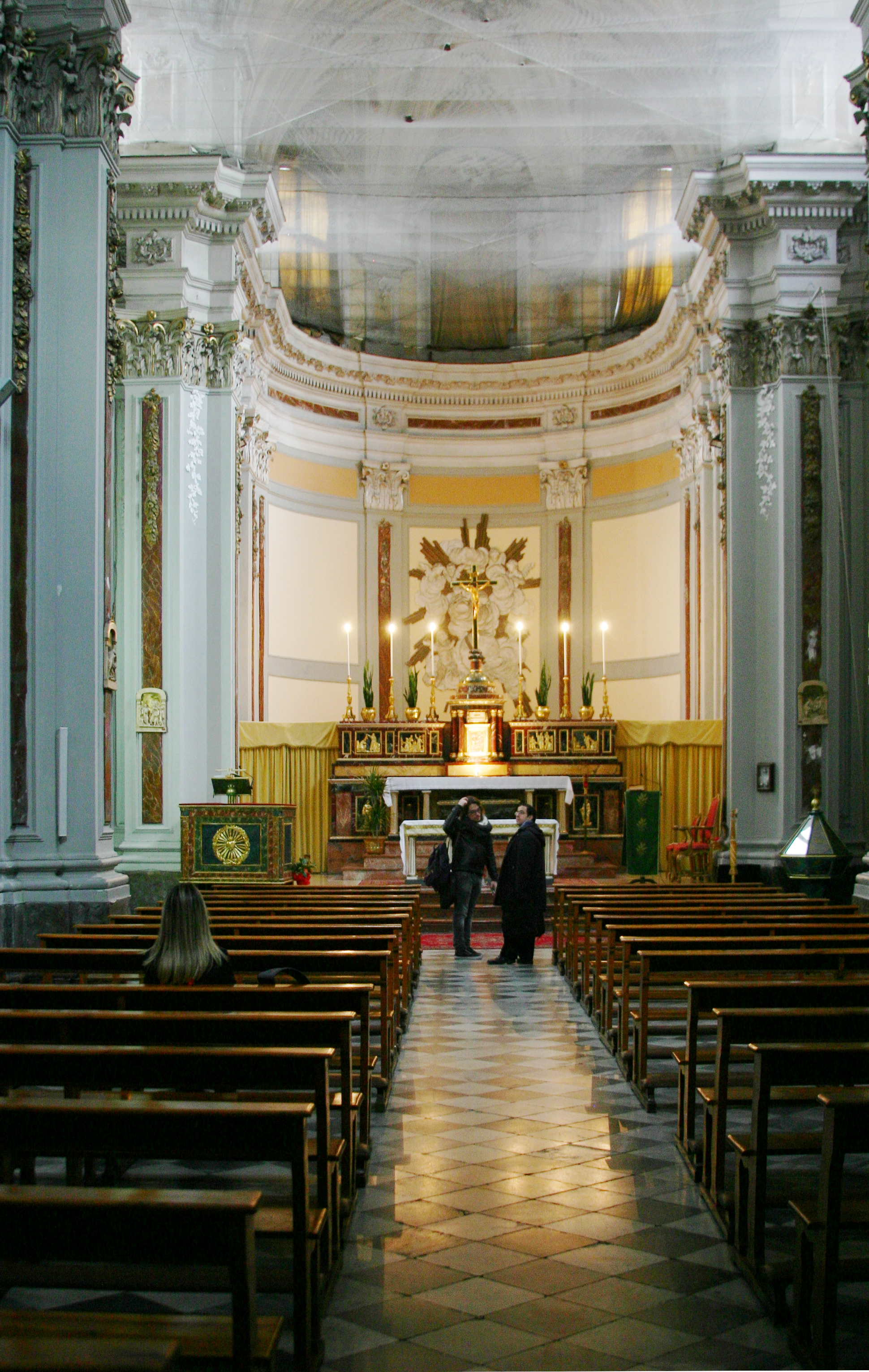
Nave y ábside.
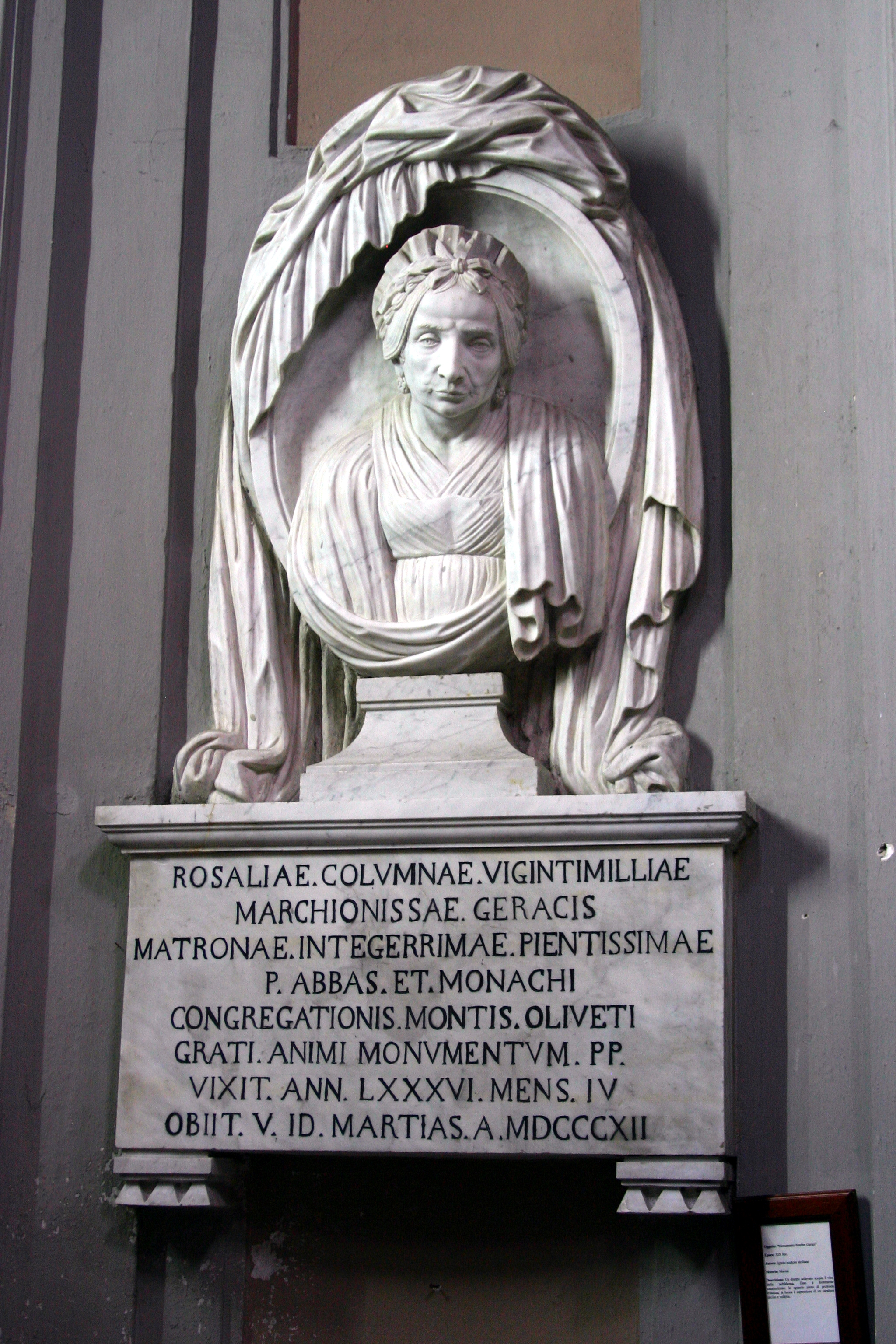
Entierro de Rosalía Ventimiglia.
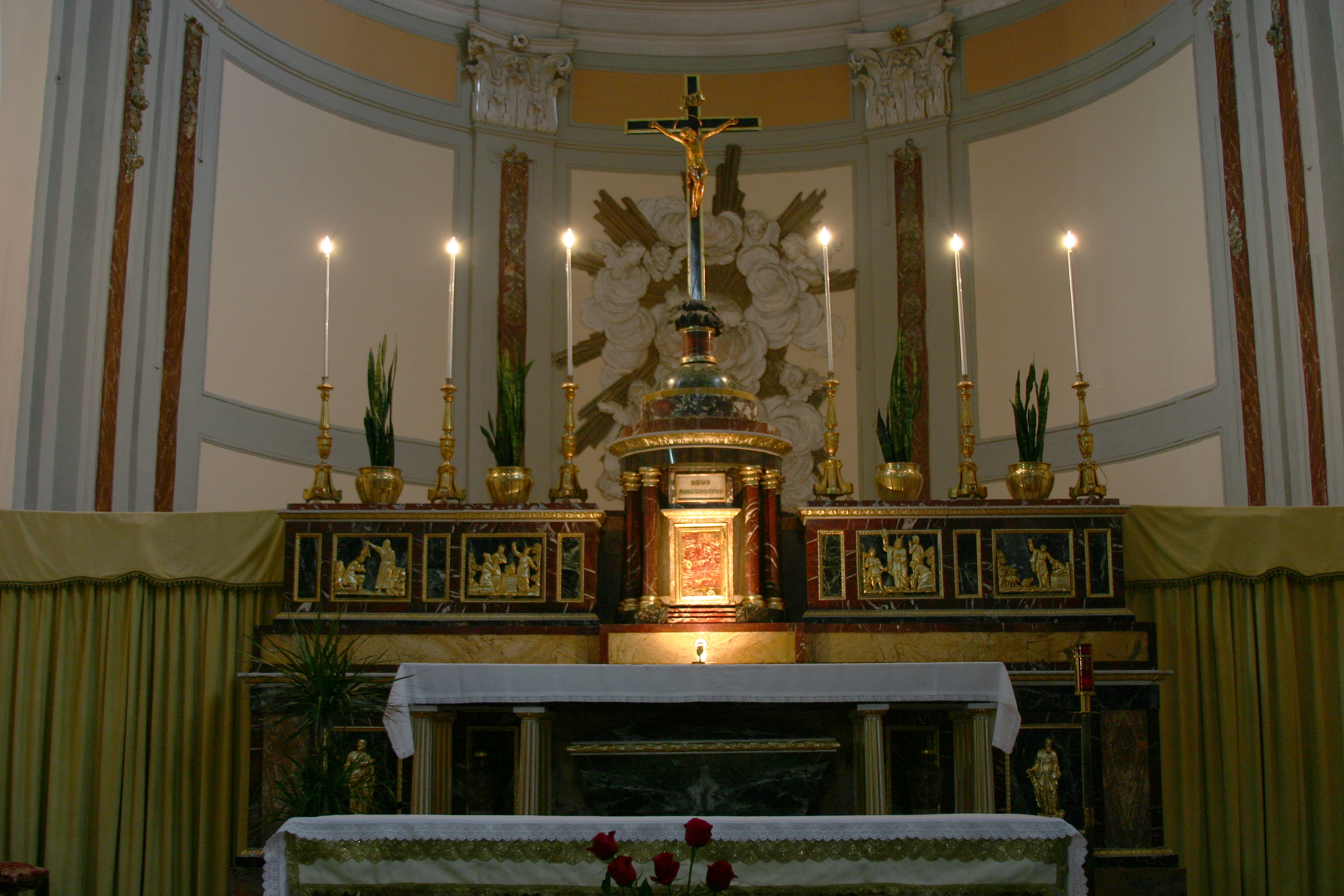
Altar mayor.
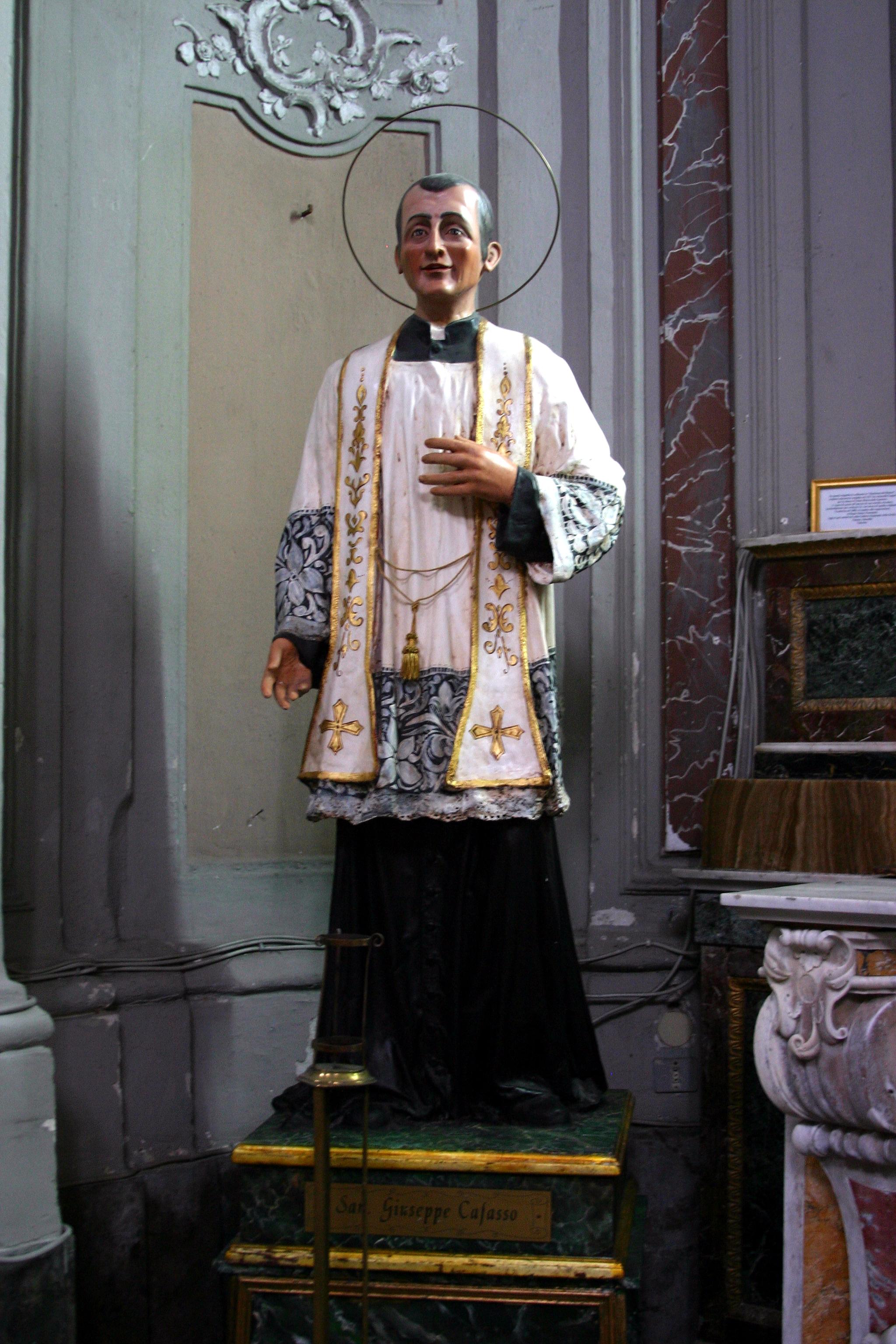
Simulacro titular.
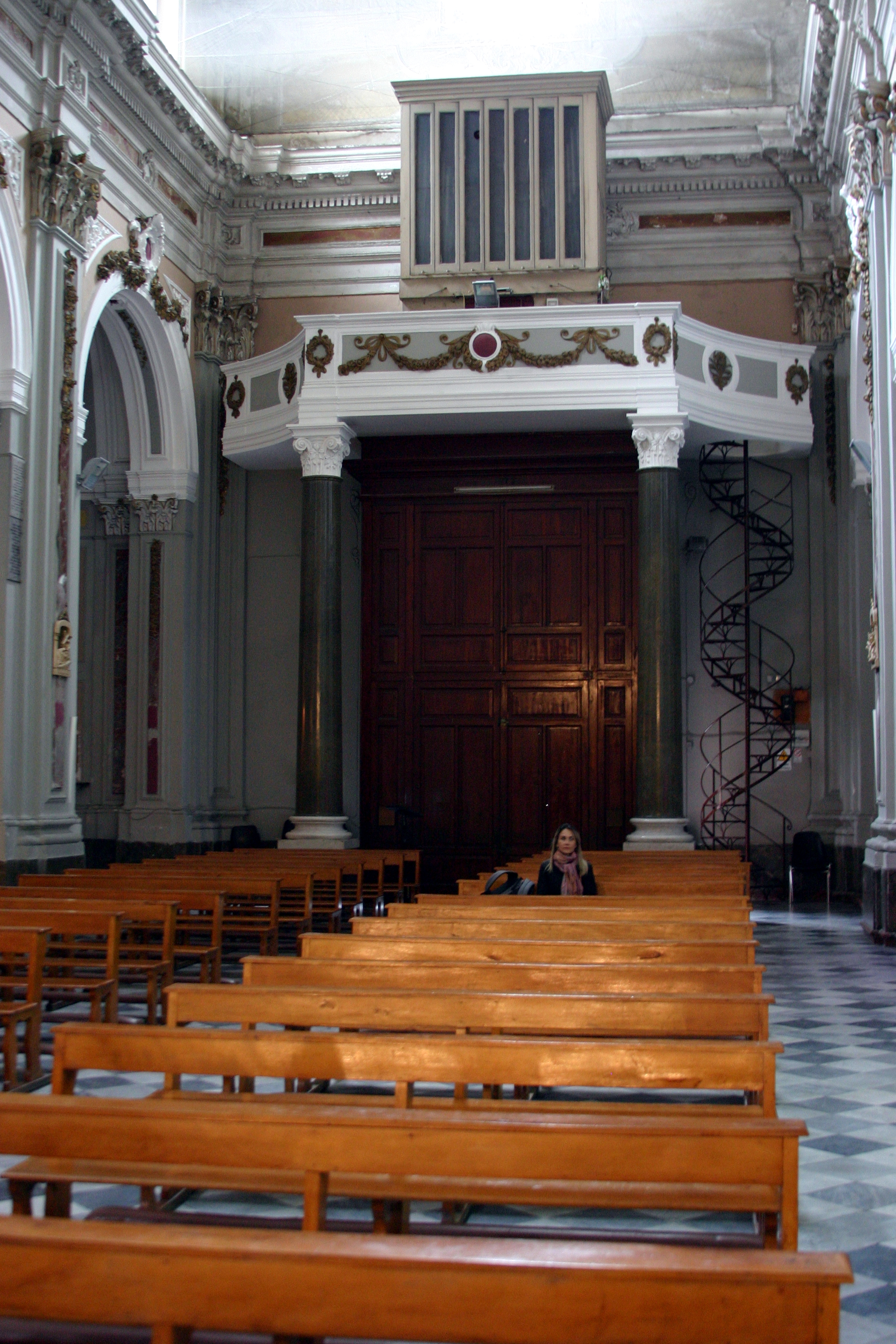
Contrafachada y órgano.

## Entradas relacionadas
- Congregación Olivetana
- Iglesia de Santa María dello Spasimo (Palermo)
- Iglesia de la Virgen de Monte Oliveto
- Iglesia del Espíritu Santo (Palermo)
- Iglesia de Santa María della Grazia ai Divisi dei Biciclettai
- Iglesia de la congregación de Jesús y María bajo el título de los «Sagrados Corazones Coronados de Espinas» (Biscottari)

- Datos: Q1530938
- Multimedia: San Giuseppe Cafasso (Palermo) / Q1530938